# 假叶树属
假叶树属（学名：Ruscus）是假叶树科下的一个属，为直立亚灌木植物。该属共有约7种，分布于马德拉群岛、欧洲南部、地中海地区或至高加索地区。